# 天主教古爾克教區
天主教古爾克教區（拉丁語：Dioecesis Gurcensis）是羅馬天主教在奧地利的一個教區，屬薩爾茨堡總教區。此教區成立於1701年3月6日，1787年教座遷至克拉根福。
教區位於克恩滕州。教區於2011年時有397,900名教友，佔轄區總人口70.9%，有336個堂區、246名司鐸、49名終身執事、60名修士及239名修女。此教區由於有斯洛文尼亞人聚居，教會採用德語和斯洛文尼亞語為禮儀用語。
現任教區主教為若瑟·馬爾克茨，宗座署理為韋爾內爾·弗賴斯特特爾。